# Безлад (перестановка)
В комбінаториці бе́зладом називається перестановка без нерухомих точок, тобто жодний елемент не залишається на початковому місці.
Число безладів множини з n елементів, зазвичай позначається Dn, dn, або !n, і називається «числом безладів» або «числом Монмора». (Ці числа узагальнюються числами, що відповідають числу зустрічей.) Функція субфакторіа́л (не плутайте з факторіалом n!) ставить у відповідність числу n число !n. Не існує стандартного позначення для субфакторіалу. Інколи позначають n¡ замість !n.
Задача підрахунку числа безладів була уперше розглянута П'єром де Монмором у 1708; він розв'язав її у 1713, як це зробив Микола I Бернуллі приблизно в той же час.

## Приклади

### Перевірка робіт
Припустимо, що професор дав чотирьом студентам (назвемо їх A, B, C і D) контрольну, а потім запропонував їм перевірити її один у одного. Звісно, жоден студент не повинен перевіряти свою контрольну. Скільки у професора варіантів розподілу контрольних, в яких жодному студенту не дістанеться своя робота? З усіх 24-х перестановок (4!) для повернення робіт, нам підходять тільки 9 безладів:
BADC, BCDA, BDAC,
CADB, CDAB, CDBA,
DABC, DCAB, DCBA.
У будь-який інший перестановці цих 4-х елементів, принаймні один студент отримує свою контрольну на перевірку.

### Задача про листи
Обчислення кількості безладів є популярною задачею в олімпіадній математиці, яка зустрічається в різних формулюваннях таких як завдання про безлад, завдання про листи, завдання про зустрічі і т. д.
Якщо {\displaystyle n} листів випадковим чином покласти в {\displaystyle n} різних конвертів, то яка ймовірність, що якийсь лист потрапить в свій конверт?
Відповідь дається виразом
{\displaystyle 1-{\frac {!n}{n!}}\approx 1-{\frac {1}{e}}}
Таким чином, відповідь слабо залежить від кількості листів і конвертів і приблизно дорівнює константі {\displaystyle 1-{\frac {1}{e}}\approx 0,63212}.

## Кількість безладів
Кількість всіх безладів порядку n може бути обчислено за допомогою принципу включення-виключення і дається виразом:
{\displaystyle !n=n!-{\frac {n!}{1!}}+{\frac {n!}{2!}}-{\frac {n!}{3!}}+\dots +(-1)^{n}{\frac {n!}{n!}}=\sum _{k=0}^{n}(-1)^{k}{\frac {n!}{k!}}}
яке називається субфакторіалом числа n.
Кількість безладів {\displaystyle !n=d(n)} задовольняє рекурсивним співвідношенням
{\displaystyle d(n)=(n-1)[d(n-1)+d(n-2)]}
і
{\displaystyle d(n)=nd(n-1)+(-1)^{n}}
де {\displaystyle d(1)=0} і {\displaystyle d(2)=1}
З огляду на те, що {\displaystyle \sum _{k=0}^{\infty }(-1)^{k}{\frac {1}{k!}}={\frac {1}{e}}}, значення {\displaystyle !n} зі збільшенням {\displaystyle n} веде себе як {\displaystyle {\frac {n!}{e}}}.
Більше того, при {\displaystyle n>0} його можна представити як результат округлення числа {\displaystyle {\frac {n!}{e}}}.